# Juliet (Robin Gibb)
Juliet è una canzone pop incisa nel 1983 da Robin Gibb e facente parte dell'album How Old Are You?. Autori del brano sono lo stesso Robin Gibb e il fratello Maurice Gibb.
Il singolo, pubblicato su etichetta Polydor e prodotto da Robin Gibb, Maurice Gibb e Dennis Byron, raggiunse il primo posto delle classifiche in Germania, Italia (dove il disco risultò il sesto singolo più venduto dell'anno ed il brano fu la sigla del Festivalbar 1983) e Svizzera e il secondo posto in Austria.

## Testo
Il testo parla di un uomo che si sente come un "Romeo" in cerca della sua "Giulietta" (Juliet), ma che finora era sempre andato incontro a delusioni e aveva sempre dovuto combattere contro un destino avverso. Ora però che la sua "Giulietta" l'ha trovata, sente che la notte è diventata magica e gli sembra di volare.

## Tracce
1. Juliet – 3:45
2. Hearts On Fire – 3:52

## Video musicale
Nel video, si vede Robin Gibb in un bosco, dove scorge un castello apparentemente abbandonato: lì trova una macchina per scrivere e inizia a comporre una lettera. Nel frattempo, si vede arrivare una donna a cavallo.
In contemporanea, si vedono poi immagini di una battaglia relativa ad un'epoca passata, durante la quale Gibb cerca di salvare una donna. La ritrova nella tenda di un accampamento, da dove, uccidendo un soldato, riesce a farla fuggire.

## Classifiche
| Paese       | Posizione massima | Nr. di settimane |
| ----------- | ----------------- | ---------------- |
| Austria     | 2                 | 16               |
| Germania    | 1                 | 22               |
| Italia      | 1                 |                  |
| Paesi Bassi | 14                | 8                |
| Svizzera    | 1                 | 11               |

## Cover
- Una cover del brano è stata incisa nel 1983 in lingua tedesca dal cantante Andreas Haas e pubblicata come singolo[2][9]